# Rue Sébastien-Bottin
La rue Sébastien-Bottin est une voie privée fermée à la circulation publique, située dans le quartier Saint-Thomas-d'Aquin dans le 7e arrondissement de Paris.

## Situation et accès
Longue de 85 mètres, elle commence 5, rue Gaston-Gallimard et se termine en impasse.
Elle ne comporte qu’un seul numéro : le no 9.
Elle est desservie par la ligne 12 à la station Rue du Bac.

## Origine du nom

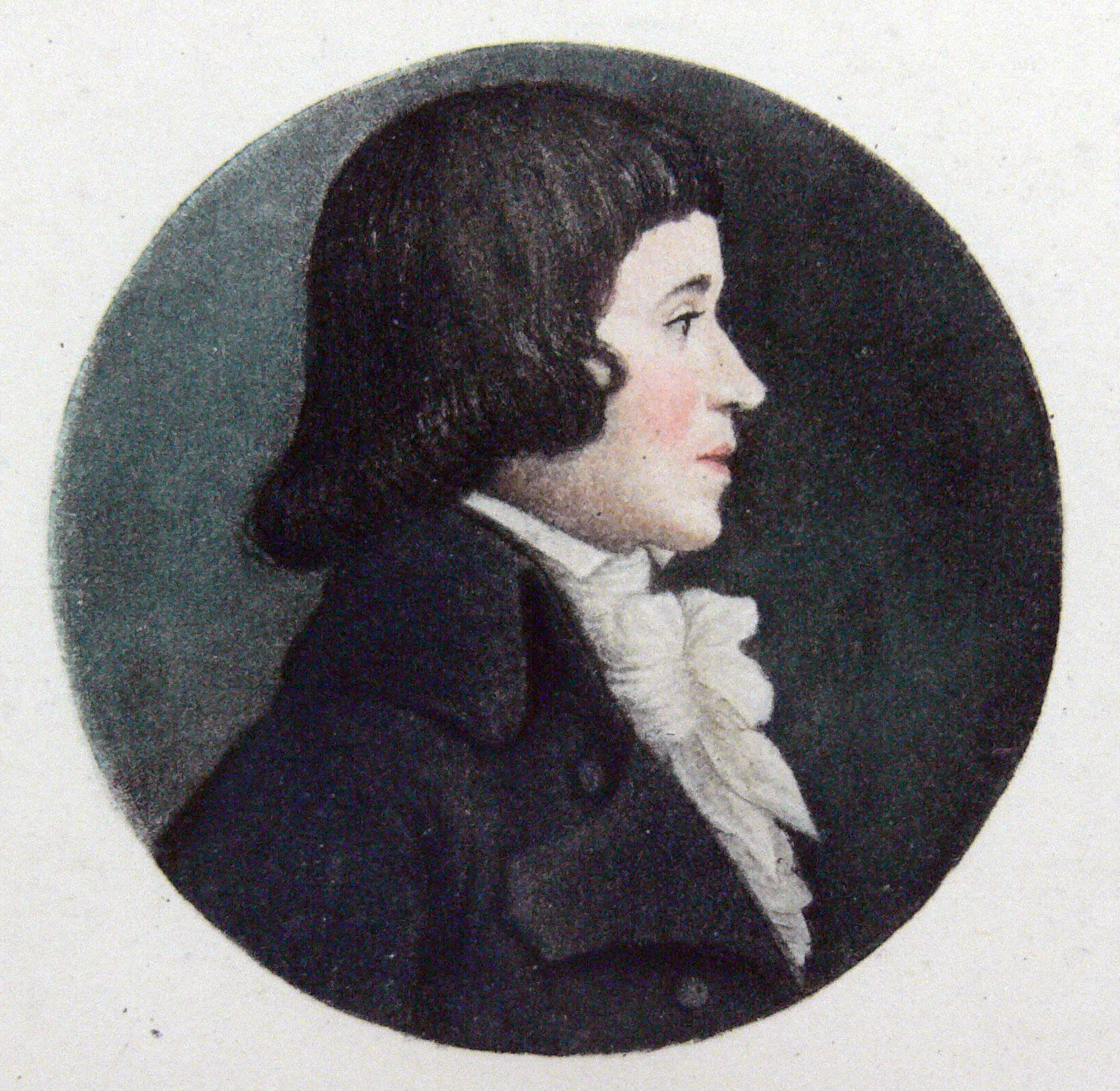
Sébastien Bottin, en 1790.

Elle porte le nom du statisticien Sébastien Bottin (1764-1853) qui a fondé sa société Bottin-Didot, un éditeur d'annuaires de sociétés de commerces et du Bottin mondain au no 1.

## Historique
Cette voie, ouverte en 1907, a tout d'abord pris le nom de « square de l'Université » car elle partait de la rue de l'Université puis, en 1911, est devenue une partie de la « rue de Beaune », avant de prendre par arrêté du 30 avril 1929 sa dénomination actuelle.
L'histoire de cette rue est, depuis la fin des années 1920, particulièrement attachée à celle des Éditions Gallimard. Par arrêté municipal du 11 mai 1987, la partie en impasse est fermée à la circulation publique. Lorsque le projet est émis, à la fin des années 2000, de changer le nom de la rue en « rue Gaston-Gallimard », l'opposition des habitants du no 9 aboutit à la scission de la rue : la partie publique reste une voie de Paris portant le nouveau nom, la partie fermée devient une voie privée appartenant à l'immeuble « 9, rue Sébastien-Bottin », débouchant au 5, rue Gaston-Gallimard. De fait, la voie est entièrement privée depuis 2011.

## Bâtiments remarquables et lieux de mémoire
- No 5 (anciennement) : siège historique des Éditions Gallimard, immeuble acheté en 1928 par Gaston Gallimard alors au 43, rue de Beaune[4], où fut hébergée dès 1929[5], par Gaston Gallimard, la La Nouvelle Revue française[6]. En 2011, Roger Grenier et Georges Lemoine publient un ouvrage pour le centenaire des éditions intitulé 5, rue Sébastien-Bottin[7].
- No 9 : immeuble construit par l'architecte Georges Dechard en 1910, signé en façade. L'homme de lettres François Ribadeau-Dumas (1904-1998) a habité à cette adresse[8]. Le musicien et chanteur britannique Mick Jagger y a possédé un appartement[2].